# Manas (heroi)
Manas és l'heroi suprem de la tradició èpica i oral dels quirguisos.
Manas o la seva família apareixen a tots els poemes èpics. Quatre milions de versos han estat registrats al llarg del segle XX al Kirguizstan. Manas ha estat utilitzat sovint com a figura cabdal del nacionalisme quirguís.
A la tradició Mana té un sol fill, Semetey, i un sol net, Seytek.